# Okoli in okoli
Zbirko kratkih slovenskih pravljic Okoli in okoli je napisala slovenska pisateljica Branka Jurca. Izdana je bila leta 1960 pri Založbi Mladinska knjiga. Vsebuje šestnajst otroških pravljic. Ilustrirala jih je Cita Potokar.

## Liki
- Zaspati je treba: Bilka
- Poredni zajček: Tinka in zajček
- Alenkin razred: Alenka
- Okoli in okoli: Nadica
- Plesalka: Breda
- Glavnik in milo in igla in nit: Katika
- Karlica, beli konjič in otroci: Karlinca
- Sladka smetana: Metka
- Če se otroci selijo: Silvič
- Majski sneg: Čežika
- Zavržene črke: otroci
- Tekmovalca in pes: Tadej in Vinko
- Vesela pesem: Ančica
- O tatu, ki je okradel šolo: Fic
- Naša soba: Binček, Zorica, Ivo in Lilica
- Prvi april: Boža

### Poredni zajček
Glavni osebi v pravljici Poredni zajček sta zajček in dekle Tinka, stranske osebe so otroci, Tinkina mama in brat. Na prvi pomladni dan se na trati spoprijateljita Tinka in zajec. Skupaj se igrata, vse dokler Tinka za svoje napake ne obtoži zajčka. Laži pripeljejo do pretrganja prijateljstva. Nauk pravljice je, da se vsaka laž kaznuje.